# Аламо Хајтс (Тексас)
Аламо Хајтс (енгл. Alamo Heights) град је у америчкој савезној држави Тексас. По попису становништва из 2010. у њему је живело 7.031 становника.

## Демографија
Према попису становништва из 2010. у граду је живело 7.031 становника, што је 288 (3,9%) становника мање него 2000. године.
| Група             | 2000.         | 2010.         |
| Белци             | 6.146 (84,0%) | 5.651 (80,4%) |
| Афроамериканци    | 41 (0,6%)     | 52 (0,7%)     |
| Азијати           | 62 (0,8%)     | 96 (1,4%)     |
| Хиспаноамериканци | 992 (13,6%)   | 1.149 (16,3%) |
| Укупно            | 7.319         | 7.031         |